# Nicànor l'Elefant
Nicànor l'Elefant (en grec Νικάνωρ) va ser un general macedoni.
Va servir sota Filip V de Macedònia i va dirigir l'exèrcit macedoni que va envair Àtica poc després de l'esclat de la guerra entre el Regne de Macedònia i els romans (200 aC). després de saquejar el territori, però davant les amenaces dels ambaixadors romans que llavors eren a Atenes, es va haver de retirar.
Torna a ser mencionat més tard com a comandant de la rereguarda de l'exèrcit de Filip en la batalla de Cinoscèfales (197 aC).